# Melinda Vincze
Melinda Vincze (ur. 12 listopada 1983 w Kiskőrös) – węgierska piłkarka ręczna, reprezentantka kraju, grająca na pozycji lewoskrzydłowej. Obecnie występuje w Érdi VSE. Brązowa medalistka mistrzostw Europy 2012.

## Sukcesy

### reprezentacyjne
- Mistrzostwa Europy:
  -  2012

### klubowe
- Mistrzostwa Węgier:
  -  2012